# مينا الأول (بابا الإسكندرية)
مينا الأول، بابا الإسكندرية وبطريرك الكرازة المرقسية للأقباط الأرثوذكس رقم 47، أصله من مدينة سمنود. وأقام بطريركاً 8 سنوات وعشرة أشهر، في الفترة من 27 مارس 767 حتى 26 يناير 776 م، وتوفي. وخلا الكرسي بعده 11 شهراً و16 يوماً.